# Scordia
Scordia é uma comuna italiana da região da Sicília, província de Catania, com cerca de 16.692 habitantes. Estende-se por uma área de 24 km², tendo uma densidade populacional de 696 hab/km². Faz fronteira com Lentini (SR), Militello in Val di Catania.

## Demografia
| Variação demográfica do município entre 1861 e 2011                               |
|                                                                                   |
| Fonte: Istituto Nazionale di Statistica (ISTAT) - Elaboração gráfica da Wikipedia |